# Patrick Serra
Patrick Serra (Avignone, 2 febbraio 1962 – Västerås, 25 settembre 2013) è stato un ciclista su strada svedese, professionista dal 1986 al 1987. Nei 2 anni di carriera non colse affermazioni, ma ottenne svariati piazzamenti in semiclassiche italiane, come il doppio secondo posto alla Nizza-Alassio (1986 e 1987), il quarto alle Tre Valli Varesine 1986 e il settimo al Giro del Veneto del medesimo anno. Concluse due volte secondo la prova in linea dei campionati svedesi.

## Palmarès
- 1985 (dilettanti)

1ª tappa Grand Prix François Faber (Belvaux > Belvaux)
3ª tappa Giro della Valle d'Aosta (Saint-Pierre > Châtillon)
4ª tappa Giro della Valle d'Aosta (Châtillon > Pila/Gressan)
- 1991 (dilettanti)

2ª tappa Cinturón Ciclista Internacional a Mallorca
7ª tappa Cinturón Ciclista Internacional a Mallorca
- 1993 (dilettanti)

Ringenloppet Memorial Frans Desaix
- 1994 (dilettanti)

Östgötaloppet
Skandisloppet

## Piazzamenti

### Grandi giri
- Giro d'Italia

1986: 82º
1987: 73º

### Classiche monumento
- Liegi-Bastogne-Liegi

1987: 53º